# Microlipophrys nigriceps
Microlipophrys nigriceps är en fiskart som först beskrevs av Vinciguerra, 1883.  Microlipophrys nigriceps ingår i släktet Microlipophrys och familjen Blenniidae. IUCN kategoriserar arten globalt som livskraftig. Inga underarter finns listade i Catalogue of Life.